# Heterogomphus flohri
Heterogomphus flohri är en skalbaggsart som beskrevs av Hermann Julius Kolbe 1906. Heterogomphus flohri ingår i släktet Heterogomphus och familjen Dynastidae. Inga underarter finns listade i Catalogue of Life.